# Station Poznań Dębiec
Station Poznań Dębiec is een spoorwegstation in de Poolse plaats Poznań.